# Chemie 4.0

Entwicklungsstufen der chemischen Industrie in Deutschland.

Chemie 4.0 bezeichnet die vierte und aktuellste Entwicklungsstufe der chemischen Industrie in Deutschland. Geprägt wurde der Begriff durch eine gemeinsame Studie des Verbandes der Chemischen Industrie und der Beratungsgesellschaft Deloitte. Ähnlich wie bei Industrie 4.0 verändern sich in dieser Phase vor allem durch die Digitalisierung Arbeitsweisen, Wertschöpfungsketten und Geschäftsmodelle der Chemieunternehmen. Darüber hinaus sind zirkuläre Wirtschaft und Nachhaltigkeit zunehmend wichtige Treiber der Veränderungen in der chemischen Industrie. Chemie 4.0 ist ein Teil der Digitalen Chemie, die auch akademische Forschung beinhaltet.

## Merkmale von Chemie 4.0
Viele Unternehmen der chemischen Industrie haben die Steuerung ihrer Produktionsanlagen automatisiert und nutzen dafür digitale Prozesse. Die Nutzung und Auswertung von digitalen Massendaten (Big Data) ermöglicht es den Unternehmen, noch effizienter zu produzieren, z. B. indem Anlagen mithilfe von Sensoren vorausschauend gewartet werden. Mithilfe von virtueller Realität können Forscher Laborversuche simulieren und neue Produkte entwickeln. Ziel ist es, digitale Dienstleistungen mit Produkten der Chemie- und Pharmaindustrie zu verknüpfen. Daran arbeitet die Branche zum Beispiel in der Präzisionslandwirtschaft und in der Medizintechnik.
Die Digitalisierung erleichtert außerdem die unternehmensübergreifende Zusammenarbeit in Netzwerken, da Massendaten einfacher ausgetauscht und analysiert werden können. Solche Netzwerke mit Partnern aus verschiedenen Branchen sind eine wichtige Voraussetzung für die zirkuläre Wirtschaft, mit der die Ressourceneffizienz gesteigert und die Nachhaltigkeit erhöht werden sollen. Unternehmen der chemischen Industrie forschen an Produkten und Prozessen, mit denen sich das zirkuläre Wirtschaften verbessern lässt, zum Beispiel:
- Hochleistungswerkstoffe, die den Ressourcenverbrauch reduzieren,
- verstärkter Einsatz nachwachsender Rohstoffe und biologisch abbaubarer Produkte,
- Nutzung von Abfall als Rohstoff[7] und von Stromüberschüssen zur Herstellung von Chemikalien (Power to Chemicals)[8] sowie
- Verwertung von CO2 als Rohstoff.[9]

## Entwicklung der chemischen Industrie in Deutschland
Die Entwicklung der industriellen Chemie in Deutschland begann etwa im Jahr 1865. Seitdem hat dieser Industriezweig drei große Entwicklungsstufen durchlaufen. Die vierte Entwicklungsstufe Chemie 4.0 begann etwa um das Jahr 2010.

### Chemie 1.0: Gründerzeit und Kohlechemie (ab 1865)
Einzelne Erfinder und unternehmerische Pioniere prägten die Gründerzeit der Chemieindustrie. Sie setzten chemische Erkenntnisse in großtechnische Verfahren um. So entstanden die ersten Chemieunternehmen. Synthetische Farbstoffe wie Indigo ersetzten zunehmend Naturstoffe als Färbemittel. Mit der Industrialisierung stieg die Nachfrage nach Chemieprodukten wie Kunstdünger, Seifen und Pharmazeutika. Als Rohstoffbasis für die Produkte der chemischen Industrie dienten Rückstände aus der Kohlechemie sowie pflanzliche Öle und tierische Fette. Produziert wurde überwiegend diskontinuierlich im Batch-Prozess. Im Gegensatz zu heute standen rauchende Industrieschlote damals für wirtschaftlichen Aufschwung und Wohlstand.

### Chemie 2.0: Beginn der Petrochemie (ab 1950)
Mitte des 20. Jahrhunderts begannen Chemieunternehmen damit, ihre Rohstoffbasis von Kohle auf Rohbenzin umzustellen. Daraus ergaben sich nahezu unbegrenzte Möglichkeiten für neue Moleküle. Aus wenigen Grundsubstanzen ließen sich Grundchemikalien und über mehrstufige Synthesen eine große Vielfalt von Industriechemikalien herstellen. Polymere Werkstoffe und makromolekulare Fasern  aus der Petrochemie ermöglichten Produkte, die als Haushaltsgegenstände oder Textilien den Alltag eroberten. Um die stark wachsende Nachfrage zu bedienen, produzierten die Unternehmen zunehmend in Großanlagen. Viele Unternehmen bauten ihre Forschungsabteilungen aus. Auch der nachsorgende Umweltschutz in Form von Luftfiltern und Abwasserreinigung gewann in dieser Zeit an Bedeutung.

### Chemie 3.0: Globalisierung und Spezialisierung (ab 1980)
Seit den 1980er Jahren erweiterten Erdgas und nachwachsende Rohstoffe die Rohstoffbasis der Unternehmen. Die Biotechnologie und biobasierte Verfahren ergänzten die Produktionsverfahren und ermöglichten eine neue Generation von Medikamenten und Spezialchemikalien. Die immer engere Kooperation der Unternehmen mit der universitären Grundlagenforschung führte zu vielen Innovationen. Kennzeichnend für diese Phase waren außerdem die Globalisierung der Märkte und der weltweite Ausbau der Produktion. Aufgrund der Konzentration der Unternehmen auf ihr Kerngeschäft sowie der Auslagerung von Dienstleistungen entstanden in Deutschland immer mehr Chemieparks. Umweltschutzaspekte sind seit dieser Zeit fester Bestandteil bei der Entwicklung neuer Produkte und Prozesse sowie beim Bau neuer Produktionsanlagen. Dadurch verringerten sich die Emissionen deutlich. Mit neuen analytischen Möglichkeiten für die ökotoxikologischen Eigenschaften von chemischen Stoffen gelingt es seither, die Produktsicherheit kontinuierlich zu verbessern.